# Andricus lucidus
Andricus lucidus is een vliesvleugelig insect uit de familie van de echte galwespen (Cynipidae). De wetenschappelijke naam van de soort werd voor het eerst geldig gepubliceerd in 1843 door Hartig als Cynips lucidus.